# 产物 (化学)
产物（product）又称生成物，是化学反应所得到的物质。
根据反应速率的不同，产物生成的速度的可以从纳秒到世纪不等。

## 例子
在「H++H2O->H3O+」中，H3O+是這個化學反應的產物。